# 1845 en Lorraine
Chronologie de la Lorraine
- 1841
- 1842
- 1843
- 1844
- 1845
- 1846
- 1847
- 1848
- 1849

Cette page est une liste d'événements qui se sont produits durant l'année 1845 en Lorraine.

## Événements

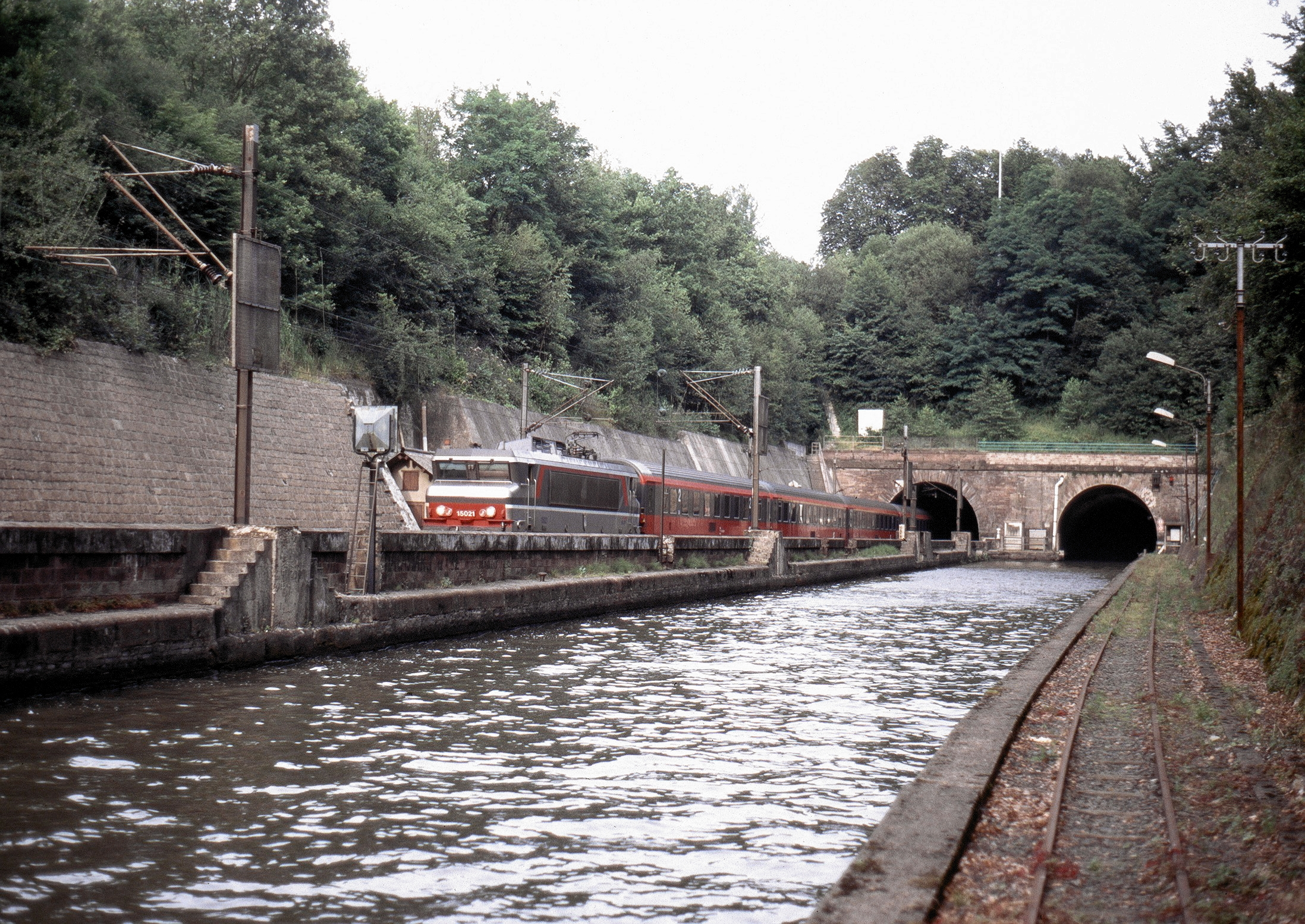
Canal de la Marne au Rhin : portails ouest des tunnels ferroviaire et fluvial d'Arzviller.

- Création du canal de la Marne au Rhin.

- Est élu député de la Moselle : Jean-François Pidancet siégeant jusqu'en 1848 dans la majorité soutenant la monarchie de Juillet

## Naissances

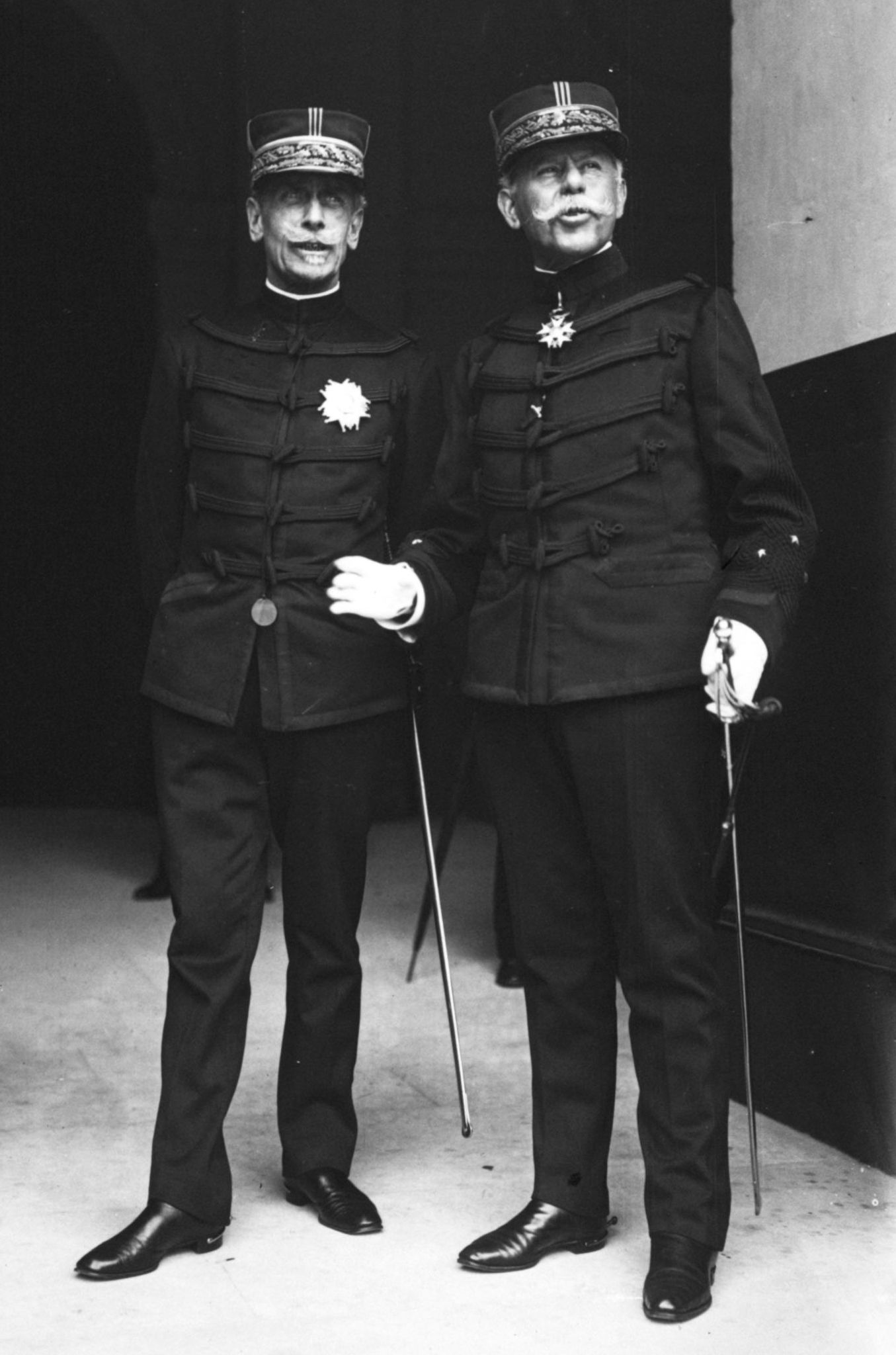
Jean-Baptiste Dalstein, à gauche, et Gustave Léon Niox en 1910

- Auguste Jacot (1845-1919), prêtre lorrain de la seconde moitié du XIXe siècle, auteur de plusieurs publications germanophiles[1] durant l’Annexion allemande. Il reçut la croix de l’Aigle rouge avec couronne, en septembre 1892.
- 27 janvier à Metz : Jules-Dominique Antoine [2], homme politique, député lorrain protestataire au Reichstag et médecin-vétérinaire de formation.
- 18 mars à La Croix-aux-Mines : Nathanaël Émile Weiss, mort à Paris le 18 décembre 1928, pasteur et bibliothécaire français.
- 27 mars à Nancy : Gisèle d'Estoc, nom de plume de Marie-Paule Alice Courbe, écrivaine et sculptrice féministe et anarchiste, duelliste et travestie, morte le 8 mai 1894 à Nice.
- 12 avril à Bar-le-Duc : Jules Develle, mort le 30 octobre 1919 à Paris, homme politique et avocat français.
- 19 avril à Saint-Dié-des-Vosges : René Ferry, mort le 23 juillet 1924 dans sa ville natale, magistrat et mycologue français.
- 7 mai à Metz : Émile Boilvin (décédé le 3 août 1899), peintre et graveur français.
- 12 mai à Vignot : Henri Brocard, mathématicien français , mort le 16 janvier 1922 à Kensington (Angleterre). Polytechnicien et officier, commandant du génie, il est surtout connu pour ses travaux sur la géométrie moderne du triangle avec Émile Lemoine et Joseph Neuberg dans les années 1870-1880[3].
- 19 juin à Évrange : Fernand Schuman (1845-1925), homme politique lorrain. Il fut député allemand au Landtag d'Alsace-Lorraine de 1911 à 1918.
- 29 juillet à Lunéville : Tanconville, pseudonyme d'Henry Ganier, mort le 20 septembre 1936 à Baume-les-Dames, magistrat, artiste peintre, affichiste et illustrateur français.
- 5 août à Ligny-en-Barrois (Meuse) : René Gillet, homme politique français mort le 7 janvier 1923 à Beauzée-sur-Aire (Meuse).
- 2 septembre à Ligny-en-Barrois : Mélanie Chasselon[4], morte le 30 mai 1923 dans la même commune[5], compositrice française.
- 22 octobre à Bar-le-Duc : Albert-Antoine Cimochowski, dit Albert Cim, mort à Paris le 8 mai 1924, romancier, critique littéraire et bibliographe français.
- 24 octobre : Jean-Baptiste Jules Dalstein, mort le 26 octobre 1923 à Paris, général de division français de la Première Guerre mondiale.
- 5 décembre à Nancy : Albert Papelier, homme politique français décédé le 10 octobre 1918 à Saint-Mandé (Val-de-Marne).
- 17 décembre à Lunéville : Ernest-Adolphe Bichat, souvent nommé Ernest Bichat, mort le 26 juillet 1905 à Nancy, physicien français, membre du Conseil supérieur de l'Instruction publique, président du Conseil général de Meurthe-et-Moselle, doyen de la Faculté des sciences et correspondant de l'Institut.

## Décès
- 19 juin à Arry : Jean-Baptiste Jacquinot, né le 20 août 1768 à Vitry-le-Francois, embrasse la carrière militaire en entrant dans la Garde Nationale et devient en 1791 lieutenant au 1er bataillon de volontaires de la Meurthe.
- 21 août à Phalsbourg : Jacob Metzinger, né le 7 février 1768 à Saint-Avold (Moselle),  colonel français de la Révolution et de l’Empire.
- 23 août à Blâmont : François Balthazar Lafrogne, homme politique français né le 11 mars 1769 à Harbouey (Meurthe-et-Moselle) .
- 29 septembre à Metz : Fulcrand Roux est un homme politique français né le 22 juin 1790 à Montpellier (Hérault).